# Hiromitsu Isogai
Hiromitsu Isogai (Ogawa, Districte de Shimomashiki (avui en dia dins de la ciutat d'Uki), Prefectura de Kumamoto, Japó, 19 d'abril de 1969) és un exfutbolista japonès.

## Selecció japonesa
Hiromitsu Isogai va disputar 2 partits amb la selecció japonesa.